# Inhapim
Inhapim é um município brasileiro no interior do estado de Minas Gerais, Região Sudeste do país. Localiza-se no Vale do Rio Doce e sua população foi estimada em 23 000 habitantes em 2024.

## Etimologia
A origem do nome da cidade vem do pássaro inhapim (Icterus cayanensis) nativo da região. Inhapim é uma palavra do tupi que significa “amanhece” ou “amanhecer”. A ave pertence à família icteridae e possui como características mais marcantes a plumagem negra com uma destacada marca amarela em cada asa. O ornitólogo e pesquisador Ronald Rocha afirma que o pássaro foi assim denominado pelos indígenas da região pela sua marca registrada, de cantar em bandos ao nascer do dia.

## História
Em 1811, com a passagem de tropas de transporte de cargas, inicia-se a história de Inhapim, pois o local era caminho para Degredo de Cuieté. João Caetano, fundador de Caratinga, registra que ao descer o rio Caratinga se deparou com a desembocadura de um córrego ao qual chamou de São Silvestre. 
A fundação de Inhapim se deu em 1865, quando, no decorrer da Guerra do Paraguai, chegou à barra do ribeirão Santo Antônio, Joaquim José Ribeiro que, ao perceber a fertilidade da terra considerou-a propícia para o plantio de café. As primeiras safras boas e então, Joaquim e seu amigo José Ribeiro Veloso decidiram ficar no local.
Em 1880 Inhapim era um núcleo com população crescente. Destacam-se entre os primeiros moradores Francisco Silva, José Joaquim da Silva Pereira, José Francisco Furtado Torres e Teobaldo José Melo.
O povoado surgiu em 1882, quando os moradores se reuniram e fundaram uma caixa comum, arrecadando duzentos e cinquenta mil réis em dinheiro, quantia com a qual a adquiriram uma pequena gleba de terra que, acrescida pela doação de 2 hectares, feita por Francisco da Silva e Teobaldo José de Melo constituiu o Patrimônio de São Sebastião de Inhapim. Em 1885 o patrimônio contava com 14 casas, das quais 3 de comércio, 1 farmácia, 1 oficina de funileiro e 1 capela.
Inhapim foi elevado a Distrito de Paz pelo Decreto de 21 de dezembro de 1890. Neste mesmo ano, foi instalado o Cartório de Paz de Inhapim, sendo seu primeiro escrivão Aquiles de Sá Quintela. Em 1938 foi elevado à município sob a administração de Guilhermino de Oliveira, tendo sido Antônio Fernandes, Filho o primeiro prefeito eleito. Sua posição geográfica foi fator determinante para o crescimento registrado a partir das décadas de 40 / 50.  Em 1998 Inhapim foi desmembrado, perde os distritos de São Sebastião do Anta e São Domingos das Dores.
Na Década de 90, foi fundado o sindicato dos trabalhadores rurais de Inhapim. Seus fundadores foram Luis Marinho e seu filho Gilson Odilon Marinho.
O Prefeito eleito em 2008, Grimaldo Bicalho foi eleito também Presidente da AMOC, Associação de Municípios da Microrregião da Vertente Ocidental do Caparaó.

## Geografia

### Hidrografia
- Rio Caratinga
- Córrego São Silvestre (com cachoeiras e montanhas).

### Rodovias
- BR-116 (corta a cidade).

### Curiosidades
- Festa do Inhame, festa comemorativa em homenagem por ser considerada a capital do Inhame;
- Partidos Políticos, tem sua rivalidade partidária dividida entre duas classes, os "Corta-Guelas" e os "Pica-Paus", onde os mesmos são encabeçados pelos partidos União Brasil e MDB, respectivamente. Esta divisão se faz antiga (os corta-guelas sendo os antigos "bacuraus" - "Partido Progressista Mineiro, UDN e ARENA - e os pica-paus como os antigos "caranguejos" - PRM, PSD dos anos 1950 e MDB do bipartidarismo) e divide fortes opiniões até os dias de hoje. [8]

## Distritos
O município é composto por onze distritos, além da sede. São eles: Bom Jesus do Rio Preto, Córrego Januário, Itajutiba, Jerusalém, Macadame, Novo Horizonte de Inhapim, Santo Antônio do Alegre,  São José do Peixe de Inhapim, São José do Taquaral, São Tomé de Minas e Tabajara.